# Nati nel 1083
| Questa pagina contiene informazioni ricavate automaticamente dalle voci biografiche con l'ausilio del template Bio e di un bot. L'aggiornamento è periodico e automatico e ricostruisce completamente la pagina. Se manca una persona in questa lista, sei pregato di non aggiungerla, ma accertati piuttosto che la sua voce biografica contenga il template Bio e che i dati anagrafici siano correttamente compilati. Se il template Bio manca, inseriscilo tu stesso o, in alternativa, metti l'avviso {{tmp\|Bio}} che ne segnala la mancanza. Se i dati riportati sono sbagliati, correggi direttamente la voce biografica; le modifiche saranno visibili in questa lista entro pochi giorni. Per chiarimenti vedi il progetto biografie. La lista contiene solo le 6 persone che sono citate nell'enciclopedia e per le quali è stato implementato correttamente il template Bio. Pagina aggiornata al 18 ago 2025. |

- 2 dicembre - Anna Comnena, storiografa bizantina († 1153)
- Qadi Ayyad, imam arabo († 1149)
- Guglielmo II di Nevers, nobile e militare francese († 1148)
- Guigo I, monaco cristiano e teologo francese († 1136)
- Raymond du Puy de Provence, condottiero francese († 1160)
- Vjačeslav I Vladimirovič, nobile russo († 1154)